# Cezary Kucharski
Cezary Kucharski (Łuków, 17 febbraio 1972) è un ex calciatore polacco, di ruolo attaccante.

## Carriera

### Club
Cezary ha giocato in ben 4 nazioni, ma ha avuto fortuna soltanto nel Legia Varsavia, squadra con cui ha messo a segno 58 gol in ben 157 partite. Si è ritirato dal calcio giocato nel maggio 2006.

### Nazionale
È stato inserito nei 23 convocati che presero parte al Mondiale di Korea/Giappone 2002.
In totale con la nazionale polacca ha giocato 17 partite segnano 3 volte.

## Palmarès

### Club
- Campionato polacco: 2

Legia Varsavia: 2001-2002, 2005-2006
- Coppa di Lega polacca: 2

Legia Varsavia: 2002
- Supercoppa di Polonia: 1

Legia Varsavia: 1997